# Sai Yukino
Sai Yukino (雪乃 紗衣, Yukino Sai) (née le 26 janvier 1982) est une auteur de manga japonaise originaire de la préfecture d'Ibaraki. Elle est connue pour la série Saiunkoku monogatari.
Saiunkoku monogatari (« Histoire du pays des nuages colorés ») est écrite par Sai Yukino, illustrée par Kairi Yura et publiée en série par The Beans depuis 2003, ainsi que sous la forme de volumes de Light novel par Kadokawa Shoten. En avril 2010, on décompte 16 volumes publiés,.